# Eilean Donan Castle
Eilean Donan (skotsk gælisk: Eilean Donnain) er en lille tidevandsø, der ligger, hvor tre søer møde (Loch Duich, Loch Long and Loch Alsh) i den vestlige del af Skotlands Highlands omkring 1 km fra landsbyen Dornie. Den er forbundet til fastlandet af en bro, der blev opført i begyndelsen af 1900-tallet, og øen er domineret af borgen Eilean Donan Castle, der har optrådt i film og tv utallige gange. Øens oprindelige borg blev opført i 1200-tallet, hvor den blev base for Clan Mackenzie og deres allierede Clan MacRae. Som straf for Mackenzies' engagement i Jakobitteroprørerne i begyndelsen af 1700-tallet ødelagde regeringes skibe borgen i 1719. Den nuværende borg er en rekonstruktion opført af oberstløjtnant John Macrae-Gilstrap i 1900-talet.
Eilean Donan er en del af Kintail National Scenic Area, som omfatter i alt 40 lokationer i Skotland. In 2001, the island had a recorded population of just one person, men der er ingen beboere på øen ved folektællingen i 2011.
Eilean Donan, betyder "island of Donnán", og er navngivet efter Donnán of Eigg, en keltisk helgen, der led martyrdøden i 617. Donnán sige at have etableret en kirke på øen, men der er ikke fundet nogle rester af den.

## Filmlokation
Eilean Donan er blevet brugt til scener i adskillige film og tv-serier. Den første film var Bonnie Prince Charlie i 1948 og The Master of Ballantrae i 1953.
Det blev brugt i åbningsscenen af tv-serien The New Avengers i 1976. Borgen blev brugt i kortfilmen Black Angel (1980), der blev filmet til at akkompagnere screeninger af Star Wars Episode V: Imperiet slår igen. I 1984 filmede den skotske sanger og komponist Jesse Rae musikvideoen til sin sang "Over The Sea".
I filmen Highlander (1986) som hjem for Clan MacLeod. Det var baggrund til en dansescene i Bollywood-filmen Kuch Kuch Hota Hai i 1998. I 1999 var den det skotske hovedkvarter for MI6 i James Bond-filmen The World Is Not Enough. I 2007 fungerede Eilean Donan som Fotheringhay Castle i England i Elizabeth: The Golden Age. I filmen Made of Honor kan Eilean Donan ses som gommens families hjem. Den tamilske sang "Kandukondain Kandukondain" fra filmen af samme navn blev filmet her.